# Hip hop iraniano
Con Hip hop iraniano (persiano: هیپ‌هاپ ایرانی), noto anche come hip hop persiano ci si riferisce alla musica hip hop prodotta in Iran (Persia) perlopiù in lingua persiana. Pur trovando le sue radici nella cultura hip hop americana, ma a volte ha incorporato elementi locali come la musica classica persiana e la letteratura iraniana.

## Storia
L'hip hop iraniano ha origine a Teheran, la capitale del paese, anche se un certo numero di lavori precorsero il genere grazie a musicisti iraniani della diaspora, in particolare a Los Angeles. Le prime produzioni in Iran consistevano perlopiù in mixtape. Alcuni hanno combinato l'hip hop con elementi iraniani, come la musica classica iraniana. La musica hip hop in Iran è stata perlopiù un movimento clandestino ed underground. In diverse occasioni, gli studi di registrazione sono stati chiusi, i siti web sono stati bloccati e gli artisti sono stati arrestati. Solo poche opere sono state ufficialmente approvate dal Ministero della cultura e dell'orientamento islamico. La danza hip hop è presente anche nei movimenti underground, con poche esibizioni che hanno ricevuto permessi limitato.
Il principale gruppo rap iraniano, 021, che prende il nome dal prefisso telefonico di Teheran, è stato fondato alla fine degli anni '90. Hichkas, la figura principale di questo gruppo, è diventato uno dei primi rapper famosi dell'Iran, e quindi soprannominato "il padre del rap persiano". Il suo album ben accolto Jangale Asfalt, prodotto da Mahdyar Aghajani, è stato il primo album hip hop iraniano. L'album è caratterizzato dalla fusione con le tradizionali armonie persiane e ha contribuito notevolmente all'evoluzione dell'hip hop in Iran. Hichkas ha co-fondato il gruppo musicale 021 con il duo Yashar e Shayan, ma in seguito si sono sciolti dal gruppo e hanno creato il proprio gruppo ribattezzato Vaajkhonyaa. Hichkas, Mehrak Reveal, Reza Pishro, Ali Quf, Ashkan Fadaei e Mahdyar Aghajani divennero i membri di spicco di 021.
Zedbazi, fondato ufficialmente nell'aprile 2002, è considerato il pioniere del gangsta rap in Iran. La band guadagnò rapidamente un'enorme popolarità tra i giovani, dovuta principalmente al loro uso di testi espliciti, disseminati di volgarità e rappresentazioni di sesso e uso di droghe. A loro viene attribuito l'avvio di un nuovo movimento nella musica iraniana.
Bahram Nouraei, che fu anche stato arrestato, è stato indicato come una delle "50 persone che danno forma alla cultura del Medio Oriente" da HuffPost nell'agosto 2012. La sua opera più popolare, Inja Irane ("Ecco l'Iran"), è stata descritta da Rolling Stone come una "critica toccante del paese".

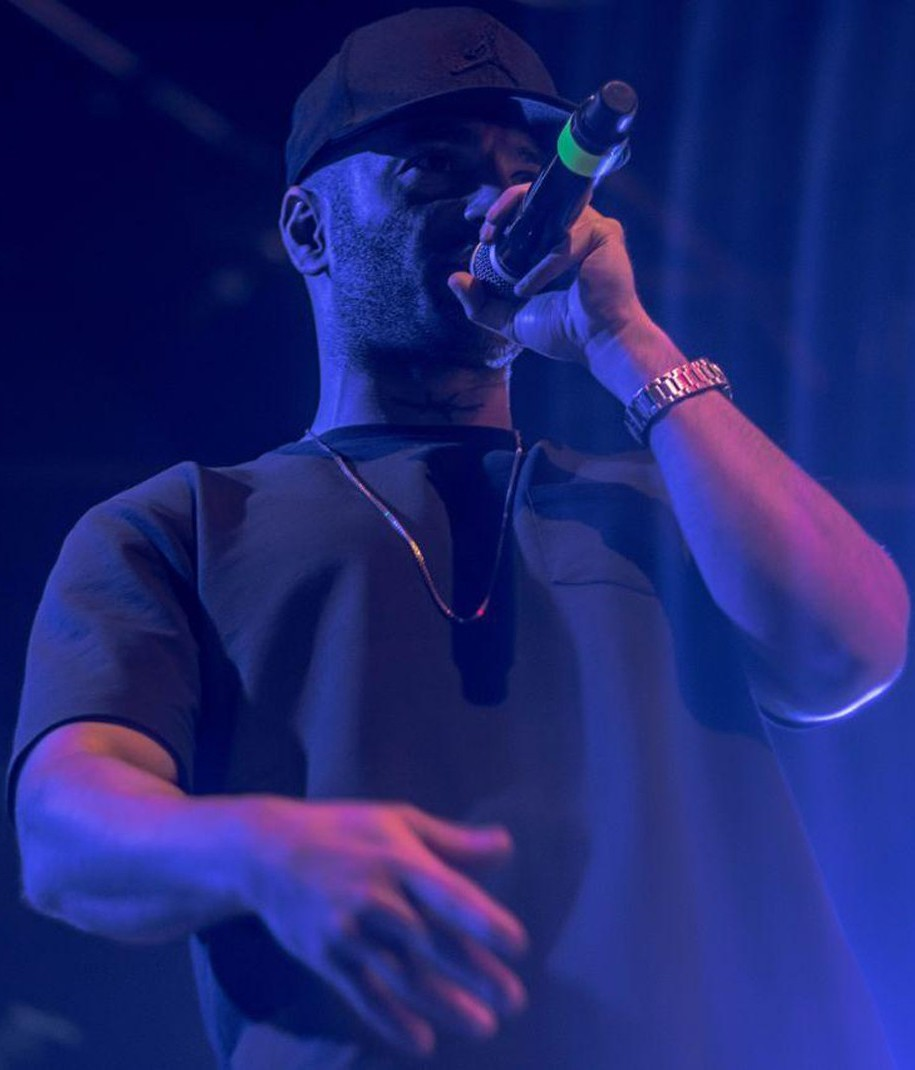
Yes in un concerto del 2018

Amir Tataloo è il cantante iraniano più popolare nel rap e R&B. È stato attivo in diversi stili musicali.
Yes è stato il primo rapper iraniano ad ottenere l'autorizzazione del Ministero ad esibirsi in Iran. Ha raggiunto la fama nazionale grazie alla sua canzone CD ro Beshkan ("Break the Disk"), scritta su un'attrice iraniana che è stata oggetto di uno scandalo di sex tape. Il 21 dicembre 2011, è stato scelto dagli elettori come "Artista della settimana" su MTV com il brano intitolato Tehran's Hard-Hitting MC.

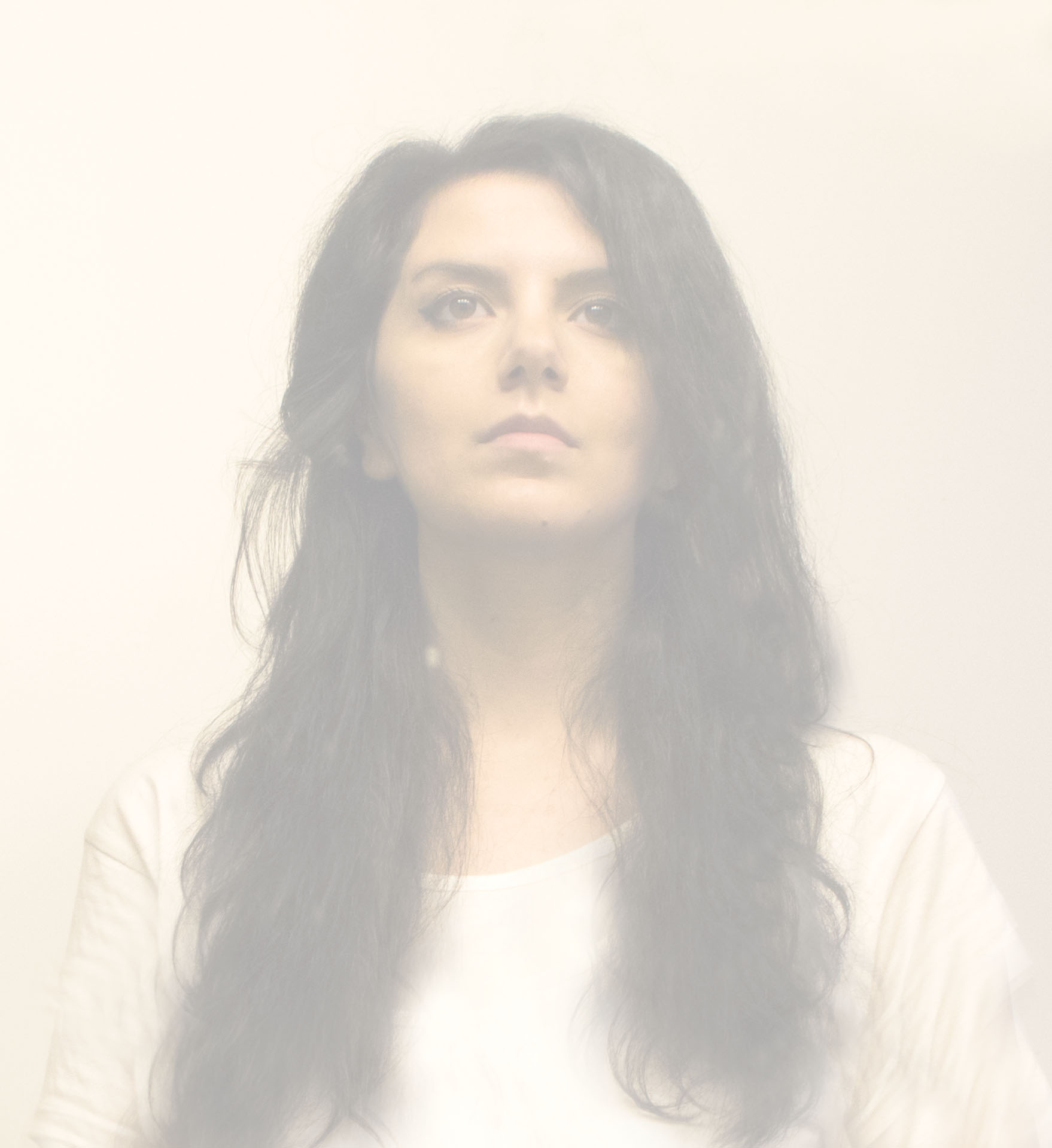
Salome MC in una foto del 2017

Le restrizioni sono state più severe per le donne. Salome MC, che ha iniziato la sua carriera collaborando con Hichkas, è stata una delle prime donne a contribuire all'hip hop iraniano. È stata nominata artista influente e "rivoluzionaria" da MTV e Time.